# Tanaostigmodes cajaninae
Tanaostigmodes cajaninae är en stekelart som beskrevs av Lasalle 1985. Tanaostigmodes cajaninae ingår i släktet Tanaostigmodes och familjen Tanaostigmatidae. Inga underarter finns listade i Catalogue of Life.